# Foggia Calcio 2002-2003
Questa pagina raccoglie le informazioni riguardanti il Foggia Calcio nelle competizioni ufficiali della stagione 2002-2003.

## Stagione
Nella stagione 2002-2003 il Foggia disputa il girone C del campionato di Serie C2, lo vince con 71 e risale direttamente in Serie C1. Dopo esserci andato vicinissimo la stagione scorsa, il Foggia ha ottenuto quest'anno la promozione con netto anticipo, con 9 punti di vantaggio sul Brindisi seconda classificata. La squadra rossonera di Pasquale Marino esprime con 60 reti il miglior attacco del torneo, vince nove gare in trasferta. La seconda promossa è stata L'Acireale che ha vinto i Play-off. Il barese Umberto del Core è stato il miglior marcatore stagionale dei satanelli con 18 reti firmate in campionato. Nella Coppa Italia di Serie C il Foggia perde tre gare a tavolino su quattro, per non aver rispettato i regolamenti, schierando giocatori non ancora in regola con i tesseramenti, e quindi non utilizzabili in gare ufficiali. Il risultato di questa superficialità e stato l'ultimo posto del girone Q, che è stato vinto dal Brindisi. Unico neo di una stagione che ha riportato il Foggia nel terzo livello del calcio nazionale.

## Rosa
| N. |                     | Ruolo | Calciatore         |
| -- | ------------------- | ----- | ------------------ |
|    | Svizzera (bandiera) | D     | Giuseppe Aquaro    |
|    | Italia (bandiera)   | D     | Pietro Assennato   |
|    | Italia (bandiera)   | C     | Matteo Bonatti     |
|    | Italia (bandiera)   | C     | Umberto Brutto     |
|    | Italia (bandiera)   | D     | Roberto Carannante |
|    | Italia (bandiera)   | C     | Pasquale Catalano  |
|    | Italia (bandiera)   | C     | Giovanni Costanzo  |
|    | Italia (bandiera)   | C     | Antonio D'Allocco  |
|    | Italia (bandiera)   | A     | Umberto Del Core   |
|    | Italia (bandiera)   | C     | Claudio De Rosa    |
|    | Italia (bandiera)   | C     | Roberto De Zerbi   |

| N. |                   | Ruolo | Calciatore          |
| -- | ----------------- | ----- | ------------------- |
|    | Italia (bandiera) | D     | Giuseppe Di Bari    |
|    | Italia (bandiera) | C     | Elio Di Toro        |
|    | Italia (bandiera) | P     | Antonio Efficie     |
|    | Italia (bandiera) | A     | Renato Greco        |
|    | Italia (bandiera) | A     | Antonio La Porta    |
|    | Italia (bandiera) | D     | Francesco Marcone   |
|    | Italia (bandiera) | D     | Nicola Mariniello   |
|    | Italia (bandiera) | C     | Michele Pazienza    |
|    | Italia (bandiera) | D     | Marco Pennacchietti |
|    | Italia (bandiera) | P     | Francesco Rossi     |
|    | Italia (bandiera) | A     | Daniele Vantaggiato |

## Risultati

### Serie C2 - girone C

#### Girone di andata
| Arbitro: | Torella (Roma) |

|                                  |           |  |
| Carannante 12’ Vantaggiato 90+4’ | Marcatori |  |

| Arbitro: | P.S. Mazzoleni (Bergamo) |

|              |           |              |
| Muratore 66’ | Marcatori | 25’ La Porta |

| Arbitro: | Marchesi (Bergamo) |

|  |           |                  |
|  | Marcatori | 90+6’ Gallicchio |

| Arbitro: | Finazzi (Torino) |

|                                              |           |                                       |
| Spinelli 20’ Chigou 39’ Sbaccanti 87’ (rig.) | Marcatori | 51’ Greco 54’ Mariniello 71’ De Zerbi |

| Arbitro: | Nicoletti (Macerata) |

|                            |           |           |
| Costanzo 9’ Del Core 45+1’ | Marcatori | 80’ Testa |

| Arbitro: | Marelli (Como) |

|                   |           |  |
| De Zerbi 48’, 76’ | Marcatori |  |

| Arbitro: | Salati (Trento) |

|  |           |                   |
|  | Marcatori | 49’ Pennacchietti |

| Arbitro: | Santucci (Reggio Calabria) |

|                                  |           |                    |
| Del Core 18’, 75’ Carannante 40’ | Marcatori | 90+4’ De Leonardis |

| Barcellona Pozzo di Gotto 27 ottobre 2002 9ª giornata | Igea Virtus           | 0 – 0 | Foggia | Stadio Carlo Stagno d'Alcontres\| Arbitro: \| Ciancaleoni (Foligno) \| |
| Arbitro:                                              | Ciancaleoni (Foligno) |       |        |                                                                        |

| Arbitro: | Giachero (Pinerolo) |

|                                                 |           |                             |
| Carannante 2’ Vantaggiato 54’ Del Core 60’, 79’ | Marcatori | 65’ (rig.) Rassu 81’ Siazzu |

| Arbitro: | Tagliavento (Terni) |

|              |           |  |
| O. Russo 37’ | Marcatori |  |

| Arbitro: | Cenni (Imola) |

|               |           |                                  |
| Puccinelli 8’ | Marcatori | 18’ (rig.) De Zerbi 73’ Del Core |

| Arbitro: | Barbirati (Ferrara) |

|                           |           |               |
| Del Core 15’ R. Greco 68’ | Marcatori | 84’ G. Romano |

| Arbitro: | Romeo (Verona) |

|              |           |                           |
| Moscelli 63’ | Marcatori | 29’ R. Greco 82’ Del Core |

| Arbitro: | Celi (Bari) |

|              |           |  |
| R. Greco 79’ | Marcatori |  |

| Arbitro: | Crugliano (Crotone) |

|  |           |              |
|  | Marcatori | 26’ Del Core |

| Arbitro: | Liberti (Genova) |

|                           |           |           |
| De Zerbi 19’ R. Greco 60’ | Marcatori | 81’ Campo |

#### Girone di ritorno
| Arbitro: | Ferraro (Crotone) |

|  |           |              |
|  | Marcatori | 69’ R. Greco |

| Arbitro: | Gava (Conegliano) |

|              |           |  |
| R. Greco 41’ | Marcatori |  |

| Arbitro: | Cenni (Imola) |

|                    |           |                                         |
| Bonarrigo 17’, 41’ | Marcatori | 4’ Costanzo 13’ Del Core 90+4’ De Zerbi |

| Arbitro: | Mariuzzo (Venezia) |

|                                         |           |                                                              |
| De Zerbi 1’ R. Greco 40’ Mariniello 49’ | Marcatori | 44’ Ghigou 71’ Gragnaniello 78’ Laboragine 90+4’ V. La Notte |

| Arbitro: | P.S. Mazzoleni (Bergamo) |

|                |           |              |
| Aruta 14’, 75’ | Marcatori | 19’ De Zerbi |

| Arbitro: | Ferraro (Crotone) |

|              |           |                                |
| Galluzzo 10’ | Marcatori | 17’ La Porta 63’ Pennacchietti |

| Arbitro: | Masiero (Mestre) |

|                                          |           |              |
| De Zerbi 56’ Vantaggiato 65’, 89’, 90+4’ | Marcatori | 7’ N. Panico |

| Palma Campania 2 marzo 2003 25ª giornata | Palmese       | 0 – 0 | Foggia | Stadio Comunale\| Arbitro: \| Cenni (Imola) \| |
| Arbitro:                                 | Cenni (Imola) |       |        |                                                |

| Arbitro: | Nicoletti (Macerata) |

|              |           |  |
| Del Core 22’ | Marcatori |  |

| Arbitro: | Stefanini (Prato) |

|            |           |                                            |
| Giglio 80’ | Marcatori | 14’ De Zerbi 17’, 22’ Del Core 27’ Di Toro |

| Arbitro: | Ferraro (Crotone) |

|                                                |           |              |
| Del Core 8’ Brutto 56’ Di Salvatore 64’ (aut.) | Marcatori | 24’ O. Russo |

| Arbitro: | Tonolini (Milano) |

|  |           |                                          |
|  | Marcatori | 25’ G. Corona 39’ Orlandini 82’ Sardelli |

| Arbitro: | Romeo (Verona) |

|  |           |                           |
|  | Marcatori | 60’ De Zerbi 67’ Del Core |

| Arbitro: | Gava (Conegliano) |

|                                    |           |                   |
| Del Core 20’ Ciardiello 59’ (aut.) | Marcatori | 28’, 50’ Ferrigno |

| Roma 27 aprile 2003 32ª giornata | Lodigiani       | 0 – 0 | Foggia | Stadio Flaminio\| Arbitro: \| Fiori (Perugia) \| |
| Arbitro:                         | Fiori (Perugia) |       |        |                                                  |

| Arbitro: | Orsato (Schio) |

|                 |           |              |
| Vantaggiato 22’ | Marcatori | 48’ Procopio |

| Arbitro: | Giachero (Pinerolo) |

|                                                 |           |                                       |
| Magliocco 1’ Campo 47’ U. Marino 55’ Gulino 58’ | Marcatori | 29’ Pazienza 41’, 42’, 45+1’ Del Core |

### Coppa Italia di Serie C

#### Girone Q
| Arbitro: | Giannoccaro (Lecce) |

|  |           |                |
|  | Marcatori | 38’ Ambrogioni |

| 21 agosto 2002 2ª giornata |  | – Turno di riposo Foggia |  |  |

| Arbitro: | Landolfo (Frattamaggiore) |

|              |           |              |
| Ludovisi 81’ | Marcatori | 36’ La Forza |

| Arbitro: | Carlucci (Molfetta) |

|                     |           |                           |
| Costanzo 68’ (rig.) | Marcatori | 63’ D'Amblè 77’ Sansovini |

| Arbitro: | Crugliano (Crotone) |

|                                             |           |  |
| Di Nardo 51’ Cutolo 63’, 90+1’ Nocerino 82’ | Marcatori |  |